# Richard Wannenmacher
Richard Wannenmacher (* 23. Juli 1923 in Wettingen; † 2. Oktober 1995 in Eschlikon TG; heimatberechtigt in Zürich) war ein Schweizer Maler, der vor allem durch seine Landschaftsgemälde aus dem Kanton Thurgau bekannt wurde. Sein Werk umfasst Öl- und Zementbilder sowie Skulpturen. Aufgrund seiner zahlreichen Winterlandschaften mit Schneeresten wurde er auch als „Thurgauer Schneemaler“ bezeichnet.

## Leben
Richard Wannenmacher wurde 1923 in Wettingen geboren. Bereits während seiner Schulzeit zeigte sich sein zeichnerisches Talent. Ein längerer Sanatoriumsaufenthalt in der Kindheit führte zur frühen Förderung durch einen künstlerisch tätigen Arzt und einen Grafiker. Nach der Schulzeit zog die Familie auf einen Bauernhof in der Schönau bei Oberwangen. Die dortige Umgebung inspirierte ihn zu ersten autodidaktischen Malversuchen.
Sein ursprünglicher Berufswunsch, Gärtner zu werden, konnte wegen des Zweiten Weltkriegs nicht verwirklicht werden. Er arbeitete zunächst in einer Gartenbaufirma, später in der Metallverarbeitung. 1953 heiratete er Hanny Bosshart. Das Paar baute sich in Eschlikon ein Haus und gründete eine Familie mit drei Kindern.
Nebenberuflich widmete sich Wannenmacher intensiv der Malerei. 1965 wurde er in die Thurgauer Künstlergruppe aufgenommen. 1968 gab er seine Anstellung auf und wurde freischaffender Künstler. Seine Motive entnahm er vor allem der Ostschweizer Kulturlandschaft, die er mit naturalistischem Blick und zunehmender stilistischer Eigenständigkeit darstellte.

## Werk
Wannenmachers Hauptwerk besteht aus Öl- und Zementbildern sowie Skulpturen. Seine Ölgemälde zeigen bevorzugt ländliche Szenen, insbesondere Winterlandschaften mit tauendem Schnee. Diese Motivwahl brachte ihm den Beinamen „Thurgauer Schneemaler“ ein. Seine Bilder dokumentieren oft Dorfszenen und Landschaften, die inzwischen verschwunden oder stark verändert sind.
Ab Mitte der 1960er-Jahre entwickelte er eine eigene Technik mit eingefärbtem Zement, den er mit dem Spachtel auftrug. Diese Zementbilder zeichnen sich durch eine feine Strukturierung und differenzierte Farbgebung aus. In seinen späten Jahren wagte sich Wannenmacher auch an figürliche Darstellungen mit dieser Technik.
Er war bekannt für seine sorgfältige Beobachtungsgabe und die Fähigkeit, Stimmungen der Natur präzise wiederzugeben. Fachleute ordneten ihn teilweise dem Impressionismus zu.

## Bedeutung
Richard Wannenmachers Werk hat über den künstlerischen hinaus auch einen dokumentarischen Wert. Seine Gemälde halten Landschaften und Bauten fest, die heute nicht mehr existieren. Damit wurde sein Schaffen zu einer visuell-historischen Chronik der Ostschweiz in der zweiten Hälfte des 20. Jahrhunderts.
Bis kurz vor seinem Tod am 2. Oktober 1995 war er künstlerisch aktiv. Er hinterliess ein umfangreiches Werk, das in öffentlichen und privaten Sammlungen vertreten ist.

## Rezeption
„Wannenmacher ist ein Maler mit ausgeprochenem Stilgefühl und vorzüglichem maltechnischen Können, das aber nie in Routine abgleitet. Er verbindet Sinn für das Malerische mit einer sehr wohltuenden Sachlichkeit.“

## Ausstellungen (Auswahl)
- 1983: Richard Wannenmacher, Kunstmaler. Rückblick auf 40 Jahre Malerei, Galerie Burkarthof (7. Juni bis 24. Juli – mit Katalog)
- 2013: Richard Wannenmacher – Querschnitt durch meine Malerei, Galerie Tannzapfenland, Eschlikon (7. bis 22. September – Gedenkausstellung zum 90. Geburtstag,)

## Publikationen
- Tannzapfenland, Hinterthurgau. Selbstverlag, Eschlikon 1979.
- Richard Wannenmacher, Kunstmaler. Rückblick auf 40 Jahre Malerei. Neukirch-Egnach 1983.
- Querschnitt durch meine Malerei. Selbstverlag, Eschlikon 1996.